# Bête de Benais
Bête de Benais ou bête de Touraine désigne un ou plusieurs animaux anthropophages à l'origine d'une série d'attaques sur des humains. La première attaque fut mentionnée à la fin de l'hiver 1693. 

## Victimes

### Première série d'attaques
À la fin de l'hiver 1693, un loup attaqua un enfant de neuf ans à Saint-Patrice. La victime fut retrouvée en partie dévorée et cinq jours plus tard, une mère retrouva les restes de sa fille Antoinette, âgée de sept ans, dans les landes de Continvoir. En mars 1694, un loup fit deux nouvelles victimes, adultes cette fois, à Benais. En avril, la bête tua une fille de dix-sept ans aux Essards, puis une femme de Restigné le lendemain et une bergère de Saint-Patrice onze jours plus tard. Quatre nouvelles victimes allongèrent la liste en mai, et huit en juin dont une femme et son enfant à Bourgueil.
Monsieur de Miromesnil, intendant de la Touraine, organisa des battues. D'après son rapport de juin 1693, en moins de six mois « les loups ont tué autour de Benais plus de soixante-dix personnes et en ont blessé autant ». Malgré les recherches, deux bergères furent égorgées en juin à Continvoir, un père fut tué en défendant sa fille à Ingrandes, et trois autres victimes furent mentionnées en juillet à Benais et aux Essards. Fin août, une femme de soixante-quatre ans fut dévorée à Benais, ainsi qu'une fillette et deux autres femmes à Bourgueil. 
Jusqu'à l'hiver suivant, les attaques cessèrent mais la population était terrorisée. Deux loups furent tués pendant des battues mais un garçon de dix-huit ans fut tué aux Essards en décembre, deux autres jeunes gens à Saint-Michel-sur-Loire en janvier 1694. Une dernière victime fut signalée début août, puis plus rien.

### Seconde attaque
Le 9 juin 1751, un jeune berger fut attaqué puis dévoré à Nouzilly, au nord de Tours. « La bête » n'avait pas été vue, mais les loups furent désignés coupables. Le corps du jeune garçon était horriblement mutilé selon la description qu'en fit le curé Danican chargé d'inhumer le corps :

« L'enfant de la Charité qui demeuroit chés votre métayer des Fosses Rouges y gardant les 6 bestiaux, fut dévoré et mis en pièces à huit heures du matin par les loups carnassiers et je l'enterrai à midy un quart. On apporta à l'église les tristes restes de son cadavre enveloppés dans Ie tablier d'une femme et couvert de ses habits plein de sang. La Beste lui avoit coupé la Trache artère et une partie de la joue droite, lui avoit mangé une cuisse séparée du corps jusqu'au genouil ; en sorte que l'os de cette cuisse tout rongé par la partie supérieure étoit dégarnie de chair comme s'il l’avait raclé exprès par un couteau. La Bête pour dévorer les intestins lui avoit mangé tout le ventre et rongé les côtes. De tous ses viscères il ne restoit qu’environ un pied de boiau et une médiocre partie de la rate. »

Cet animal redoutable ressemblait en tous points, y compris comportemental à la « Bête du Gévaudan ». Pour s’en convaincre, il suffit de prendre connaissance de la relation qu’en faisait, alors le curé de Varennes : « Ces bestes estoient presque de la façon d’un loup, sinon qu’elles avoient la gueules plus grande. Lorsqu’elles voyoient des personnes, elles le flatoient à la manière d’un chien, puis lui sautoient à la gorge… ».
Cette attaque fut attribuée à la bête de Benais.

## Origines
Pour la première série d'attaques, il semble s'être agi d'un couple de loups particulièrement agressifs qui ciblèrent surtout les pâtres isolés et les femmes âgées.